# 남동 나들목
남동 나들목(南洞-, Namdong IC)은 인천광역시 남동구 남촌동에 설치된 제2경인고속도로의 8번 교차로이다. 1990년 서해안고속도로로 계획될 당시에는 선학 나들목이었다가 1994년 7월 7일 개통하면서 남동 나들목이 되었다.

## 연혁
- 1991년 3월 29일 : 인천 도시계획시설 교통광장에 남동구 남촌동 일원을 선학 나들목으로 고시[2]
- 1994년 7월 7일 : 서해안고속도로 능해 ~ 안산 구간 개통과 함께 영업 개시[3]
- 1999년 5월 7일 : 2001년 12월까지 나들목 접속부 입체화 공사를 위해 인천광역시 남동구 남촌동 980m 구간 도로구역 변경[4]

## 구조물 정보
1994년 이중 트럼펫형 입체 교차로 형태로 개통했으며, 남동대로의 남동고가교 하부에서 평면으로 접속했다. 그러나 남동 나들목으로 하루 적정 교통량인 3만대를 훨씬 초과한 4만 2천대가 통행하면서 극심한 교통체증이 발생하게 되었고, 이를 해결하기 위해 인천광역시에서 남동대로와 접속하는 부분을 남동공단 방향으로 좀 더 연장해 입체화 시키는 방식으로 변경하기로 결정했다.
- 위치: 인천광역시 남동구 남촌동

## 접속하는 도로
- 남동대로